# Stefano Ambrogi
Stefano Ambrogi (Roma, 7 luglio 1960) è un attore italiano.

## Biografia
Ha studiato recitazione dal 1986 al 1989 presso la scuola "La Scaletta", esordendo nel 1992 in teatro, per poi lavorare nel cinema e in televisione. Inizia la sua carriera in età adulta, a trenta anni; l'incontro con Gigi Proietti è determinante per la sua crescita artistica. Si cimenta anche con i classici; Massimo Popolizio che lo sceglie per il ruolo da protagonista nel Ploutos di Aristofane; ha recitato Shakespeare, Plauto, Rostand, Goldoni, pur senza tralasciare la sua vena comica nel teatro e nel cinema brillante, la commedia all'italiana che lo vede accanto a registi come Carlo Verdone e Carlo Vanzina.

## Filmografia

### Cinema
- Gallo cedrone, regia di Carlo Verdone (1998)
- La cabina (2000) - cortometraggio
- Febbre da cavallo - La mandrakata, regia di Carlo Vanzina (2002)
- 3mm - Una storia vera, regia di Alessandro Maresca - cortometraggio (2005)
- Il ritorno del Monnezza, regia di Carlo Vanzina (2005)
- The Call - cortometraggio (2006)
- Notte prima degli esami - Oggi, regia di Fausto Brizzi (2007)
- Un'estate al mare, regia di Carlo Vanzina (2008)
- Grande, grosso e... Verdone, regia di Carlo Verdone (2008)
- Ex - Amici come prima!, regia di Fausto Brizzi (2011)
- Sotto una buona stella, regia di Carlo Verdone (2014)
- Ultime notizie, regia di Alessandro Maresca - cortometraggio (2014)
- Lo chiamavano Jeeg Robot, regia di Gabriele Mainetti (2015)
- Uno anzi due, regia di Francesco Pavolini (2015)
- Una gita a Roma, regia di Karin Proia (2016)
- Ora non ricordo il nome, regia di Michele Coppini (2016)
- Non si ruba a casa dei ladri, regìa di Carlo Vanzina (2016)
- Poveri ma ricchi, regia di Fausto Brizzi (2016)
- Fausto & Furio, regia di Lucio Gaudino (2017)
- Mister Felicità, regia di Alessandro Siani (2017)
- Malati di sesso, regia di Claudio Cicconetti (2018)
- La partita, regia di Francesco Carnesecchi (2018)
- Ricchi di fantasia, regia di Francesco Miccichè (2018)
- Finché giudice non ci separi (2018])
- Pop Black Posta, regia di Marco Pollini (2019)
- Sono solo fantasmi, regia di Christian De Sica e Brando De Sica (2019)
- La volta buona, regia di Vincenzo Marra (2019)
- La mia banda suona il pop, regia di Fausto Brizzi (2020)
- Morrison, regia di Federico Zampaglione (2021)
- Chi ha incastrato Babbo Natale? (2021)
- Ritorno al presente, regia di Toni Fornari e Andrea Maia (2022)

### Televisione
- Don Matteo - serie TV, episodio 1x11 (2001)
- Distretto di Polizia – serie TV, episodi 1x02-5x13-9x02-11x11 (2000-2011)
- Un posto al sole, regia di Bruno De Paola – soap opera (2001-2002)
- Il destino ha quattro zampe, regia di Tiziana Aristarco – film TV (2002)
- Il veterinario, regia di José María Sánchez – miniserie TV (2005)
- Raccontami – serie TV (2006)
- Piper, regia di Carlo Vanzina – film TV (2007)
- Raccontami Capitolo II – serie TV (2008)
- Romanzo criminale – serie TV (2008)
- Boris – serie TV, 3x02 (2010)
- Distretto di Polizia – serie TV (1-5-7-9-11-12) (2010)
- R.I.S. Roma 2 - Delitti imperfetti – serie TV, episodio 2x04 (2011)
- Rex (Dog's life) – serie TV, episodio 5x8 (2013)
- Nero a metà – serie TV, 3 episodi (2018)
- Rita Levi-Montalcini, regia di Alberto Negrin – film TV (2020)
- Alfredino - Una storia italiana, regia di Marco Pontecorvo – miniserie TV, 3 episodi (2021)
- Vita da Carlo – serie Amazon Video (2021)
- Rocco Schiavone – serie TV, episodio 6x01 (2025)

## Teatrografia parziale
- Carne di struzzo, scritto e diretto da Adriano Vianello - Teatro Manzoni di Roma (1992)
- Scena nuda di Giampiero Alloisio, regia di Adriano Vianello - Teatro Flaiano di Roma (1993)
- Il misantropo di Menandro, regia di Adolfo Lippi (1998)
- Dramma della gelosia di Age, Scarpelli e Scola, regia e adattamento di Gigi Proietti (1999)
- Il vantone di Pier Paolo Pasolini, regia di Pino Quartullo (2001)
- Guerra, scritto e diretto da Ivan Polidoro - Teatro Colosseo di Roma (1997)
- Racconto di Natale, scritto e diretto Alessandro Maresca - Teatro Le Salette di Roma (1997)
- Sogno di una notte di mezza estate di William Shakespeare, regia di Carlo Alighero - Teatro Manzoni di Roma (1994-97)
- Una sirena per Jessica di Prospero Richelmy - Teatro Colosseo di Roma (2001)
- Regine di Giacomo Carbone, regia di Nino Mangano (2002)
- Cyrano de Bergerac di Edmond Rostand, regia di Gianni De Feudis (2002)
- La locandiera di Carlo Goldoni (2003)
- Unico grande amore di Prospero Richelmy, regia di Walter Croce (2003)
- Te lo do io Pasquino di Prospero Richelmy, regia di Walter Croce (2008)
- Rugantino di Garinei e Giovannini, regia di Enrico Brignano (2010)
- La Tosca di Luigi Magni, regia di Luigi Magni (2011)
- Il Grande Male, testo e regia di Sargis Galstyan (2015) Produzione Compagnia Incontroverso